# Givrand
Givrand és un municipi francès situat al departament de Vendée i a la regió de País del Loira. L'any 2007 tenia 1.826 habitants.

## Demografia

### Població
El 2007 la població de fet de Givrand era de 1.826 persones. Hi havia 694 famílies de les quals 151 eren unipersonals (66 homes vivint sols i 85 dones vivint soles), 283 parelles sense fills, 237 parelles amb fills i 23 famílies monoparentals amb fills.
La població ha evolucionat segons el següent gràfic:
Habitants censats

### Habitatges
El 2007 hi havia 930 habitatges, 711 eren l'habitatge principal de la família, 191 eren segones residències i 28 estaven desocupats. 920 eren cases i 7 eren apartaments. Dels 711 habitatges principals, 553 estaven ocupats pels seus propietaris, 148 estaven llogats i ocupats pels llogaters i 10 estaven cedits a títol gratuït; 1 tenia una cambra, 22 en tenien dues, 140 en tenien tres, 234 en tenien quatre i 314 en tenien cinc o més. 645 habitatges disposaven pel capbaix d'una plaça de pàrquing. A 330 habitatges hi havia un automòbil i a 359 n'hi havia dos o més.

### Piràmide de població
La piràmide de població per edats i sexe el 2009 era:
| Homes | Edats   | Dones |
| ----- | ------- | ----- |
| 0     | 95 o +  | 0     |
| 0     | 90 a 94 | 0     |
| 4     | 85 a 89 | 4     |
| 16    | 80 a 84 | 24    |
| 20    | 75 a 79 | 28    |
| 28    | 70 a 74 | 24    |
| 36    | 65 a 69 | 24    |
| 28    | 60 a 64 | 36    |
| 28    | 55 a 59 | 32    |
| 36    | 50 a 54 | 36    |
| 40    | 45 a 49 | 20    |
| 60    | 40 a 44 | 36    |
| 52    | 35 a 39 | 72    |
| 36    | 30 a 34 | 48    |
| 44    | 25 a 29 | 60    |
| 24    | 20 a 24 | 36    |
| 60    | 15 a 19 | 32    |
| 60    | 10 a 14 | 48    |
| 44    | 5 a 9   | 40    |
| 48    | 0 a 4   | 40    |

## Economia
El 2007 la població en edat de treballar era de 1.119 persones, 775 eren actives i 344 eren inactives. De les 775 persones actives 714 estaven ocupades (376 homes i 338 dones) i 62 estaven aturades (26 homes i 36 dones). De les 344 persones inactives 170 estaven jubilades, 69 estaven estudiant i 105 estaven classificades com a «altres inactius».

### Ingressos
El 2009 a Givrand hi havia 759 unitats fiscals que integraven 1.904,5 persones, la mediana anual d'ingressos fiscals per persona era de 18.642 €.

### Activitats econòmiques
Dels 100 establiments que hi havia el 2007, 2 eren d'empreses extractives, 2 d'empreses alimentàries, 1 d'una empresa de fabricació d'elements pel transport, 3 d'empreses de fabricació d'altres productes industrials, 18 d'empreses de construcció, 10 d'empreses de comerç i reparació d'automòbils, 4 d'empreses de transport, 13 d'empreses d'hostatgeria i restauració, 4 d'empreses d'informació i comunicació, 3 d'empreses financeres, 6 d'empreses immobiliàries, 14 d'empreses de serveis, 16 d'entitats de l'administració pública i 4 d'empreses classificades com a «altres activitats de serveis».
Dels 26 establiments de servei als particulars que hi havia el 2009, 3 eren tallers de reparació d'automòbils i de material agrícola, 6 paletes, 2 guixaires pintors, 4 fusteries, 2 lampisteries, 2 electricistes, 1 empresa de construcció, 2 perruqueries, 3 restaurants i 1 saló de bellesa.
Dels 4 establiments comercials que hi havia el 2009, 1 era una fleca, 1 una botiga de mobles, 1 una botiga de material esportiu i 1 una perfumeria.
L'any 2000 a Givrand hi havia 19 explotacions agrícoles que ocupaven un total de 900 hectàrees.

## Equipaments sanitaris i escolars
L'únic equipament sanitari que hi havia el 2009 era una ambulància.
El 2009 hi havia una escola elemental.

## Poblacions més properes
El següent diagrama mostra les poblacions més properes.